# Mns Ujong Leubat
Mns Ujong Leubat is een bestuurslaag in het regentschap Pidie Jaya van de provincie Atjeh, Indonesië. Mns Ujong Leubat telt 452 inwoners (volkstelling 2010).